# Mario Zanin (duchowny)
Mario Zanin (ur. 3 kwietnia 1890 w Feltre  – zm. 4 sierpnia 1958), włoski duchowny katolicki, dyplomata watykański.

## Życiorys
Święcenia kapłańskie otrzymał 3 lipca 1913. 28 listopada 1933 został mianowany arcybiskupem tytularnym Traianopolis in Rhodope, jednocześnie został delegatem apostolskim w Chinach. 7 stycznia 1934 przyjął sakrę biskupią (z rąk kardynała Pietro Fumasoni Biondi, prefekta Kongregacji Rozkrzewiania Wiary).
Następnie był urzędnikiem Sekretariatu Stanu Stolicy Apostolskiej (1946 - 1947), nuncjuszem apostolskim w Chile (od 1947 - 1953) oraz nuncjuszem apostolskim w Argentynie (1953 - 1958).
Konsekrował na biskupa przyszłego kardynała, Paula Yü Pina, w 1936.